# Capitole de l'État du Dakota du Sud
Le Capitole de l'État du Dakota du Sud (en anglais : South Dakota State Capitol) est le siège de la législature du Dakota du Sud.
Il est situé dans la ville de Pierre, capitale du Dakota du Sud.